# Bochov (stacja kolejowa)
Bochov – stacja kolejowa w miejscowości Bochov, w kraju karlowarskim, w Czechach. Znajduje się na wysokości 660 m n.p.m.
Jest zarządzana przez Správę železnic. Na stacji nie ma możliwości zakupu biletów, a obsługa podróżnych odbywa się w pociągu. Obecnie jest wyłączona z regularnego ruchu pasażerskiego.

## Linie kolejowe
- 163 Protivec - Bochov